# Movraž
Movraž je naselje v Slovenski Istri, ki upravno spada pod Mestno občino Koper. 
Movraž leži v movraški vali, ki je manjše kraško polje, dolgo je približno 3,5 km, v širino pa meri od 200 - 800 metrov. Na dnu movraške vale je iz debelih peščeno-ilovnatih nanosov nastala zelo rodovitna prst. Rodovitna tla pa domačini v veliki meri uporabljajo tudi za travnike. Movraž je največja vas v movraški vali. Je gručasta vas na 214 m nadmorske višine. Od Kopra je vas oddaljena okoli 27 km. Nekoč je tam stal oratorij, ki se je žal zrušil v 13. stoletju. Blizu njega so postavili cerkev Svetega Petra. 
Ker naj bi tu nekoč sadili murve, je naselje dobilo najprej ime Murvaž, kasneje pa se je vas poimenovala po družini Maurocenti. Od tod izvira sedanje ime Movraž.
Movraž je izrazito primorski tip naselja, to opazimo po kamnitih hišah, saj je njihovo pročelje obrnjeno proti jugo-zahodu, da je pozimi dobilo več toplote. Vas ima večinoma gola kraška pobočja. Ta pobočja so bila nekoč zelo uporabna za vaščane, ki so imeli veliko število ovac, ter so jih lahko tam pasli.
Najpogostejši priimki v vasi danes so: Grdina, Šav, Knez, Gregorič, Franca, Veljak, Rakar in Starc.

## Zgodovina Movraža
Movraž je nekoč vdorom raznih sovražnikov kljuboval z obrambnim stolpom, ki je stal nad vasjo. Danes o tem stolpu žal ni več sledu. Zasledimo ga lahko na karti Istre iz leta 1784 kjer je označen kot »Castello«. Danes nanj spominja ledinsko ime Zagrad tik nad vasjo. 
Zemlja v vasi je bila večinoma last Koprčanov, zato so jim morali kmetje v Movražu zanjo plačevati visoko najemnino. Vas je bila večkrat požgana ali uničena, kot recimo v 15. in 16. stoletju, ko so v vas vdrli Turki ali pa ko so med II. svetovno vojno vas požgali Nemci.
Movraško območje je hitrejši gospodarski razvoj doživelo v drugi polovici 19. stoletja. Nanj je najbolj vplival razvoj Trsta, ki je takrat predstavljal pristaniško, trgovsko in industrijsko središče habsburške monarhije. 
Zaradi hladnejše klime se je v okolici Movraža razvila trgovina s senom in drvmi za kurjavo. Movraž in okoliške vasi so imele veliko sena zaradi nizkega števila živine ter številnih travnikov in pašnikov, ki so zdaj večinoma porasli z gozdom. V gozdovih prevladujejo: črni gaber, hrast puhovec, mali jesen, ruj,.... Tako so ob dobrih letinah iz tega območja na teden prodali do 50 vozov sena. Movraško območje je bilo znano tudi kot znano tudi kot zelo vinorodno.
V Movražu in okolici je bilo nekoč veliko število gostiln zaradi pomembne poti, ki je vodila iz Čičarije mimo Movraža, Gračišča, Sv. Antona v Koper in Trst.
Vemo, da je Movraž v času pospešenega gospodarskega razvoja (druga polovica 19. stoletja) imel tudi šolo. Tam naj bi šola po podatkih Slovenskega učiteljiškega društva za Istro bila že okoli leta 1874. Omenjeno je, da je otroke v šoli poučeval vaški župnik.
Po prvi svetovni vojni so se razmere v Movražu in okolici močno spremenile. Ni bilo več povpraševanja po senu ter drveh, zato so se kmetje preusmerili na mlekarstvo in gojenje sadnih dreves – predvsem češenj, vrtnin in poljščin.